# 山本伸二
山本 伸二（やまもと しんじ、1953年9月17日 - ）は、香川県出身の元ハンドボール選手、指導者。1984年ロサンゼルスオリンピックハンドボール全日本男子代表。幻の1980年モスクワオリンピック代表でもあった。

## 来歴
香川県立三本松高等学校、名城大学出身。
卒業後、湧永製薬に入社。同社ハンドボール部（ワクナガレオリック）に所属。2011年現在、日本リーグ通算得点413は第41位
全日本では、1980年のモスクワ五輪、1982年西ドイツで行われた世界選手権代表、1984年ロサンゼルス五輪男子代表に選ばれている。
また指導者としても活躍、1986年から湧永ハンドボール部監督に就任した。2005年から湧永ハンドボール部部長を務めた。2007年にはその貢献が認められ、日本トップリーグ連携機構よりトップリーグトロフィーを受賞した。